# 小川英晴
小川 英晴（おがわ ひではる、1951年 - ）は、日本の詩人。東京都出身。

## 来歴
詩集、著書多数。詩誌『詩と思想』の編集委員を務める。

## 主な著作
以下の単著がある。

### 詩集
- 小川英晴『夢の蕾 : 小川英晴詩集』昧爽社、1978年。 NCID BB10017306。
- 『トマト感覚』（土曜美術社出版販売、1990年）doi:10.11501/13503165[2]
- 小川英晴『トマトノタベカタ : 小川英晴詩集』土曜美術社出版販売、1992年。ISBN 4886253709。 NCID BA41112927。
- 小川英晴『創生記』山口啓介 ドローイング、舷燈社、1992年。ISBN 4915556360。 NCID BC08275135。
- 小川英晴『メインディッシュ : 小川英晴詩集』舷灯社、1994年。ISBN 4915556379。 NCID BA41113340。
- 小川英晴『誕生』舷燈社、1996年。ISBN 4-915556-75-1。
- 小川英晴『ピアニシモの部屋』土曜美術社出版販売、2001年。ISBN 4-915556-39-5。
- 小川英晴『アンソロジー小川英晴』土曜美術社出版販売〈現代詩の10人〉、2001年。ISBN 4812013070。 NCID BB0234433X。
- 小川英晴『いのちひかる日 : 詩集』土曜美術社出版販売〈21世紀詩人叢書 第2期8〉、2004年。ISBN 4812014638。 NCID BB0234271X。
- 小川英晴『蜜月』架空社、2021年。ISBN 978-4-87752-311-4。

### 評論と解説
- 小川英晴、小川未明『芸術は生動す : 小川未明評論・感想選集』国文社、1982年。 NCID BN04577220。著者の肖像あり、年譜：247-225頁。
- 伊藤勝行 著、小川英晴 編『カタログ現代詩 : 詞華集』銅林社、1996年。doi:10.11501/14032447。 NCID BA75437569。国立国会図書館書誌ID:000002558129。付録：profile。
- 三田洋『抒情の世紀』小川英晴 解説、土曜美術社出版販売〈詩論・エッセー文庫 12〉、1998年。ISBN 4812006988。 NCID BA36169324。
- 今道友信（ゲスト）、石原武、小川英晴、冨長覚梁、原子修 著「第1章「座談会 : 今改めて『詩とは何か』を問う」」、日本詩人クラブ 編『「日本の詩」100年』中村不二夫（司会）、土曜美術社出版販売、2000年。ISBN 4812012562。 NCID BA48406595。
  - 中村不二夫、小川英晴、森田進 編「明治から現代までの詩史年表」[533]-651頁。
- 小川英晴『芸術の誕生 : ポエジーの源泉を求めて』彩流社、2003年。ISBN 4882028468。 NCID BA64494414。
- 小川英晴『Poesy : 詩・芸術・神話の源泉を求めて』土曜美術社出版販売、2004年。ISBN 4812014786。 NCID BA70616877。
- ワシオ・トシヒコ『ワシオ・トシヒコ詩集』小川英晴 解説、土曜美術社出版販売〈新・日本現代詩文庫 50〉、2007年。ISBN 9784812016299。 NCID BA83481588。ワシオ・トシヒコ年譜：167-173頁。
- 平澤重信 画『時の三叉路 : 平澤重信作品集 : 1992-2012』ギャラリーステーション、2012年。ISBN 9784860471910。 NCID BB11069123。美術ジャーナリスト三田晴夫、藤田一人、詩人の小川英晴の視点で評価。別題『Three-way junction of time : a collection of paintings by Jyushin Hirasawa』。
- 此木三九男「コノキ・ミクオの世界 : 言葉と美術が出逢うとき」『コノキ・ミクオの詩と造形（ガンダ）』ギャラリーステーション、2021年。ISBN 9784860473426。 NCID BC11107274。

### 共著
- 佐古昭典、小川英晴『Akinori Sako : teatime series, paradise series, primitive series : works II』I・B・ギャラリー、1993年。 NCID BA91728857。おもに図版、英文併記。作家略歴：22頁。参考文献：[23]頁。別題『佐古昭典図録=Akinori Sako catalog』[3]
- 伊良子正、小川英晴、金丸桝一、久保寺亨、瀬谷耕作、高橋喜久晴、玉置保巳、みくも年子宮内憲夫、若松丈太郎、武田肇、銅林社〈悲歌〉、1994年。 NCID BA89044123。

## 家族
祖父は童話作家の小川未明である。